# Swift Engineering
A Swift Engineering é uma empresa estadunidense de engenharia que foi fundada em 1983 por David Bruns, Alex Cross, R.K. Smith e Paul White. Entre suas diversas áreas de trabalho, a mais notável é a fabricação de carros de corrida. Desde 1991, a empresa é de propriedade de Hiro Matsushita, ex-piloto de automobilismo e neto do fundador da Panasonic.

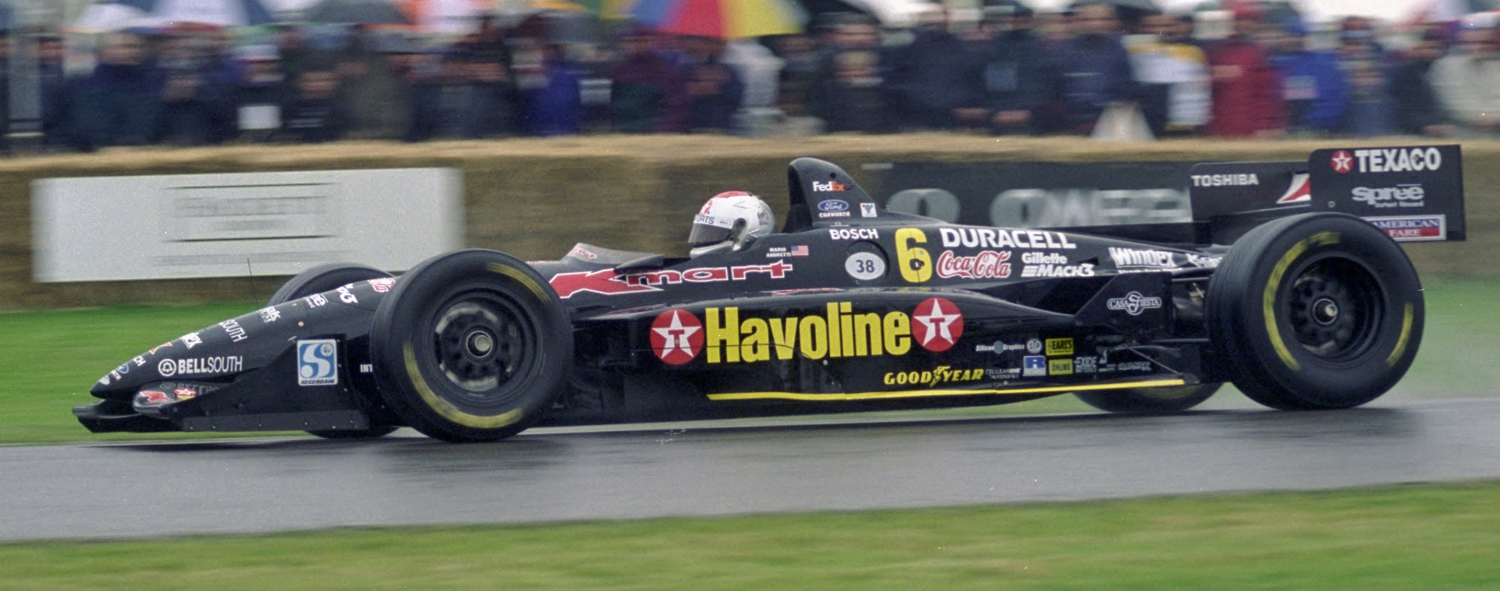
Carro da Swift Engineering da CART de 1998.

Em suas origens, a Swift construía carros de corrida para a Fórmula Ford, Sports 2000 e Fórmula Atlantic. A empresa produziu chassis para a CART entre os anos 1997 e 2000, ganhando quatro corridas de 182 participações. Entre outros, foram usados de forma destacada pela equipe Newman/Haas Racing com os pilotos Michael Andretti e Christian Fittipaldi, sendo Tarso Marques o último piloto que usou um carro construído pela Swift nesta competição. A partir de 1998 produziu de forma exclusiva os chassis para a Fórmula Atlantic, e de 2009 até 2013 para a Fórmula Nippon.
A partir de 1997, a Swift Engineering diversificou-se nos mercados aeroespacial / aviação, trabalhando com grandes empresas, incluindo Northrop Grumman, Boeing, Lockheed Martin, NASA, SpaceX, Sikorsky e outras.